# Zaječov
Zaječov là một làng thuộc huyện Beroun, vùng Středočeský, Cộng hòa Séc.